# ذمار (محافظة)

تعديل مصدري - تعديل

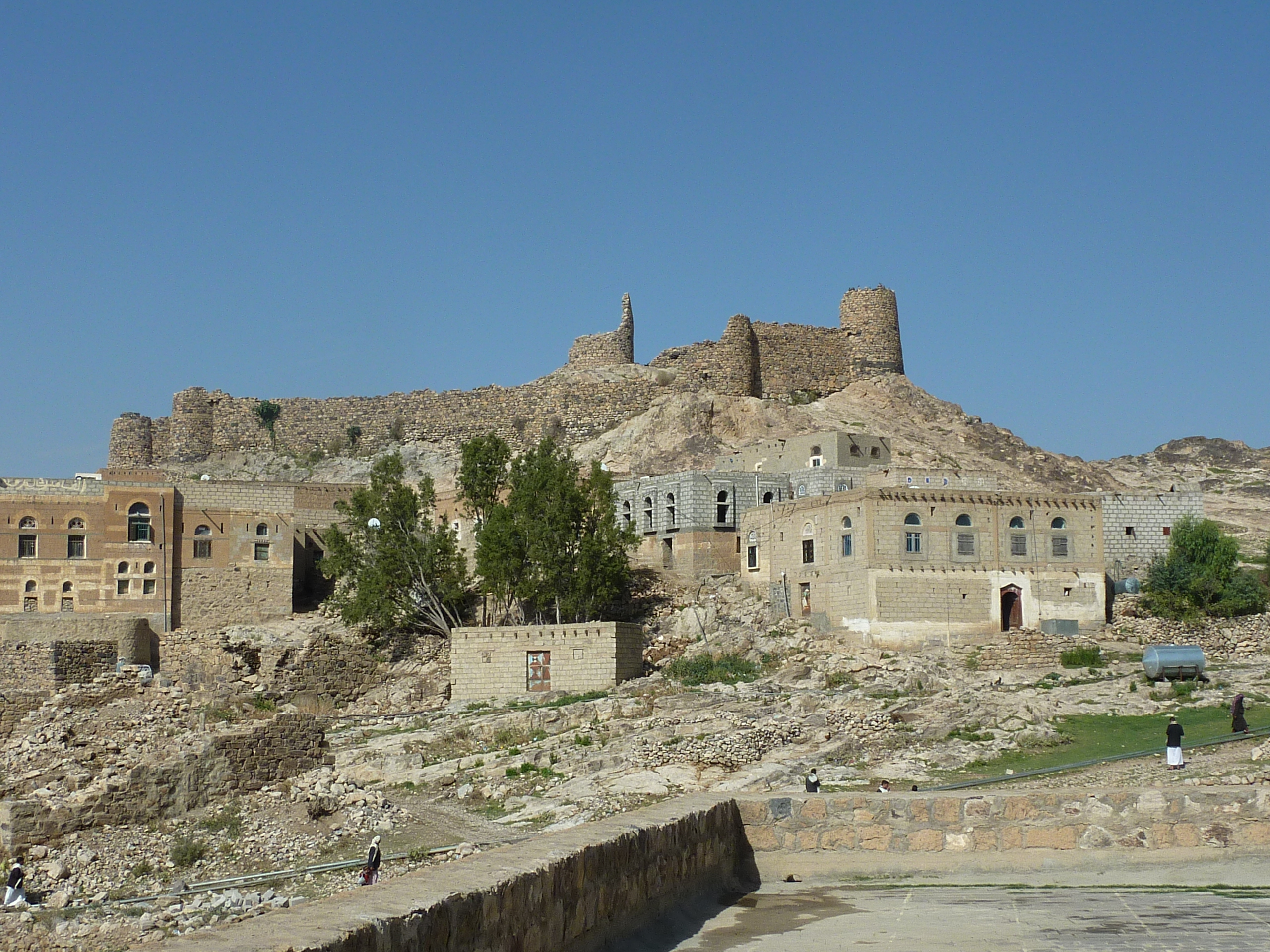
حصن في محافظة ذمار

محافظة ذمار تقع في اليمن على بعد حوالي 130 كيلو متراً جنوب مطار العاصمة صنعاء، يكون الزائر قد دخل في محافظة ذمار التي يبعد مركزها عن العاصمة بحوالي 100 كم. وتتوسط الهضبة الجبلية لليمن، بين خطي عرض15.70 – 16.66 درجة شمالا وخطي طول 33 – 48.50 درجة شرقا ويتدرج الارتفاع عن سطح البحر في المناطق المنخفضة الغربية من حوالي 500م وصولا إلى 2400م في منطقة الهضبة الوسطى الممتدة من سماره حتى نقيل يسلح، وتتميز المحافظة بتنوع تضاريسها ما بين سلاسل جبلية وسهول وقيعان على امتداد مساحة مديرياتها.
تتوسط محافظة ذمار عدداً من المحافظات اليمنية، حيث نجد من الشمال محافظة صنعاء ومن الشرق محافظتي صنعاء والبيضاء ومن الجنوب محافظة إب، ومن الغرب محافظتي ريمة والحديدة.

## المساحة والسكان
مساحة المحافظة (7,935 كم2) تنقسم إلى (12) مديرية بها (314) عزلة ومركزاً. كما تحتوي على (3262) قرية، ويقطنها (1329229) نسمة حسب تعداد 2004م.

## التقسيم الإداري
1. مديرية جبل الشرق
2. مديرية جهران
3. مديرية الحداء
4. مديرية مدينة ذمار
5. مديرية ضوران أنس
6. مديرية عتمة
7. مديرية عنس
8. مديرية مغرب عنس
9. مديرية ميفعة عنس
10. مديرية المنار
11. مديرية وصاب السافل
12. مديرية وصاب العالي

## المناخ
يتميز مناخ المحافظة بالاعتدال عموما ويميل إلى البرودة شتاءً في وسطها وأجزائها الشرقية ويسود المناخ المعتدل الدافئ مناطق الوديان والمنحدرات الغربية. ويبلغ معدل الحرارة ما بين (10 ْ) – (19 ْ) مئوية صيفاً، وفي الشتاء بين (8 ْ) - (8-) مئوية تحت الصفر.
| البيانات المناخية لـمحافظة ذمار                    | البيانات المناخية لـمحافظة ذمار | البيانات المناخية لـمحافظة ذمار | البيانات المناخية لـمحافظة ذمار | البيانات المناخية لـمحافظة ذمار | البيانات المناخية لـمحافظة ذمار | البيانات المناخية لـمحافظة ذمار | البيانات المناخية لـمحافظة ذمار | البيانات المناخية لـمحافظة ذمار | البيانات المناخية لـمحافظة ذمار | البيانات المناخية لـمحافظة ذمار | البيانات المناخية لـمحافظة ذمار | البيانات المناخية لـمحافظة ذمار | البيانات المناخية لـمحافظة ذمار |
| الشهر                                              | يناير                           | فبراير                          | مارس                            | أبريل                           | مايو                            | يونيو                           | يوليو                           | أغسطس                           | سبتمبر                          | أكتوبر                          | نوفمبر                          | ديسمبر                          | المعدل السنوي                   |
| -------------------------------------------------- | ------------------------------- | ------------------------------- | ------------------------------- | ------------------------------- | ------------------------------- | ------------------------------- | ------------------------------- | ------------------------------- | ------------------------------- | ------------------------------- | ------------------------------- | ------------------------------- | ------------------------------- |
| متوسط درجة الحرارة الكبرى °م (°ف)                  | 24.0 (75.2)                     | 26.0 (78.8)                     | 26.0 (78.8)                     | 27.0 (80.6)                     | 30.0 (86.0)                     | 28.0 (82.4)                     | 29.0 (84.2)                     | 28.0 (82.4)                     | 33.0 (91.4)                     | 33.0 (91.4)                     | 41.0 (105.8)                    | 36.0 (96.8)                     | 30.1 (86.1)                     |
| متوسط درجة الحرارة الصغرى °م (°ف)                  | −1.0 (30.2)                     | 1.0 (33.8)                      | 6.0 (42.8)                      | 9.0 (48.2)                      | 10.0 (50.0)                     | 10.0 (50.0)                     | 12.0 (53.6)                     | 11.0 (51.8)                     | 9.0 (48.2)                      | 2.0 (35.6)                      | 2.0 (35.6)                      | 1.0 (33.8)                      | 6.0 (42.8)                      |
| المصدر: أرشيف الأحوال الجوية في المطار محافظة ذمار |                                 |                                 |                                 |                                 |                                 |                                 |                                 |                                 |                                 |                                 |                                 |                                 |                                 |

ولمعرفة حالة الطقس المتوقعه خلال الأربعة والعشرين ساعة القادمة والاسبوع القادم لمحافظة ذمار اضغط هنا

## التضاريس
ترتفع المحافظة عن سطح البحر (1600 – 3200م) وتتوزع تضاريسها ما بين جبال عالية تتخللها الأودية، وهضاب وقيعان فسيحة، أشهر الجبال هي: جبل اسبيل، جبل اللسي، جبل ضوران، وجبال وصابين وعتمة، ويتوسط المحافظة قاع جهران أكبر وأوسع قيعان الهضاب اليمنية .

## إضاءة تاريخية
أكدت الدراسات العلمية الحديثة على وجود نشاط إنساني واسع في محافظة ذمار منذ العصر الحجري القديم الأعلى في الألف السادس قبل الميلاد، وتوالى النشاط الإنساني في العصور التالية حتى العصر البرونزي، ولعل موقع حمة القاع – 10 كم – شرق مدينة معبر أبرز وأهم مواقع العصر البرونزي على مستوى الجزيرة العربية.
بدأ العصر الكتابي في اليمن ما بين القرنين الثاني عشر والعاشر قبل الميلاد تقريباً، إذ ساهمت محافظة ذمار بفعالية في المسيرة الحضارية لليمن، من خلال المواقع الأثرية المكتشفة حتى الآن والتي تعود إلى الألف الأول قبل الميلاد مثل موقع الشعب الأسود ومصنعة مارية.
في القرن الثاني قبل الميلاد ظهر الريدانيون في ظفار الواقعة إلى الجنوب من مدينة ذمار بحوالي (50)كم تقريباً، وقد اعتمدوا على جموع القبائل الحميرية في صراعهم مع الدولة السبئية، وصارت مناطق محافظة ذمار هي العمق الاستراتيجي للريدانيين.
ومنذ القرن الثاني الميلادي صار نقيل يسلح – (50 كم) شمال مدينة ذمار - هو الحد الفاصل بين السبئيين والريدانيين بزعامة الملك ياسر يهصدق.
وبعد صراع طويل تمكن الريدانيون بزعامة الملك ياسر يهنعم وابنه شمر يهرعش من حسم الصراع لمصلحتهم وبالتالي مد نفوذهم إلى العاصمة السبئية مأرب وكافة المناطق التابعة لها، وكان ذلك في حوالي سنة (270م)، الأمر الذي أدى إلى استقرار الأوضاع في اليمن عامة وفي مناطق محافظة ذمار خاصة، ولم تمض سوى سنوات حتى سقطت مملكة حضرموت بيد القوات التي أرسلها الملك الريداني شمر يهرعش في حوالي سنة (293م) وبذلك تم توحيد اليمن بالجملة، وبدأ عصر جديد اشتهرت فيه مناطق محافظة ذمار وازدهرت ازدهاراً كبيراً تمثل في إعادة بناء المدن والمراكز الحضارية وما يرافقها من قصور ومعابد وأسوار حصينة، إلى جانب المنشآت المائية الضخمة كالسدود والأنفاق والحواجز وغيرها، واستمر ذلك الازدهار حتى سقوط اليمن بيد الأحباش، الذين دمروا معظم الحضارات والمدن الحميرية وخاصة في محافظة ذمار، ويعد اكتشاف تمثالي ذمار علي يهبر وابنه ثأران يهنعم في منطقة النخلة الحمراء دليلاً على المستوى الحضاري الرفيع الذي بلغته اليمن في عهديهما.

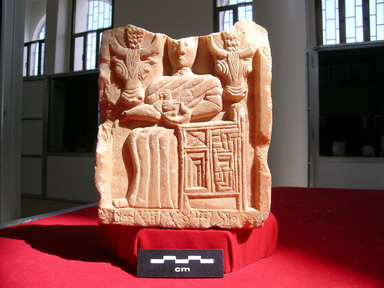
إحدى القطع الأثرية المعروضة في متحف بينون التاريخي

ومع ظهور الإسلام كانت قبائل ذمار سباقة إلى اعتناق الإسلام وقد خرجت أفواج من أبنائها لتوطيد أركان الدين الجديد والجهاد في سبيل الله.
في عصر الدويلات المستقلة عن الخلافة العباسية كانت مناطق محافظة ذمار محل اهتمام القوى المتنافسة الأمر الذي شهدت محافظة ومدينة ذمار أن تشهد فترات من الازدهار خاصة في عهد الإمام شرف الدين الذي شيد بين عامي (947–949 هـ) المدرسة الشمسية في مدينة ذمار، والتي صارت مركز إشعاع علمي وثقافي لعدة قرون.
في القرن السادس عشر الميلادي احتل العثمانيون اليمن، وصارت محافظة ذمار أحد مراكز المقاومة اليمنية ضدهم، وكللت تلك المقاومة بطرد العثمانيين على يد الأسرة القاسمية والتي اتخذت من مدينة ضوران شمال غرب مدينة ذمار عاصمة لها.
وكما هو حال بقية المحافظات اليمنية، عانت محافظة ذمار من تدهور شديد في كافة المجالات خلال فترة الاحتلال العثماني الثاني لليمن وعصر الأئمة بيت حميد الدين، الأمر الذي جعلها تقف بقوة إلى جانب الثورة اليمنية المباركة التي اندلعت في 26 / 9 / 1962م.
ومنذ قيام الثورة شهدت محافظة ذمار نهضة علمية وثقافية وعمرانية كبيرة، وتعززت نهضة المحافظة بتحقيق الوحدة اليمنية، وتمكنت من التغلب على محنة الانفصال بالانتصار للشرعية الدستورية والوحدة اليمنية.

## النشاط الزراعي

بئر ماء بالقرب من ذمار من كتاب "رحلة عبر اليمن" لوليام بلاكوود.

أكدت الدراسات الأثرية وجود نشاط زراعي في محافظة ذمار منذ (7000) سنة، وذلك من خلال تحليل إرسابات التربة في سد أضرعة الموجود شرق مدينة ذمار، ومنذ ذلك الحين يمارس السكان الزراعة دون توقف مستفيدين من تنوع تضاريس المحافظة، بين قيعان وهضاب عالية ومنحدرات تتخللها الأودية، مما أدى إلى تنوع المحاصيل الزراعية، وصارت الزراعة النشاط الرئيسي لسكان المحافظة، إذ تقدر المساحة الصالحة للزراعة بنحو 8ر2 مليون فدان، مُستغل منها حاليا 2ر1 مليون فدان في زراعة المحاصيل النقدية مثل الذرة والقمح إلى جانب المحاصيل البستانية التي تتفرد بها المحافظة، إذ يبلغ الإنتاج السنوي 300 ألف فدان من الخضار والفاكهة، يتم تسويقها إلى المحافظات الأخرى وبعض الدول المجاورة.

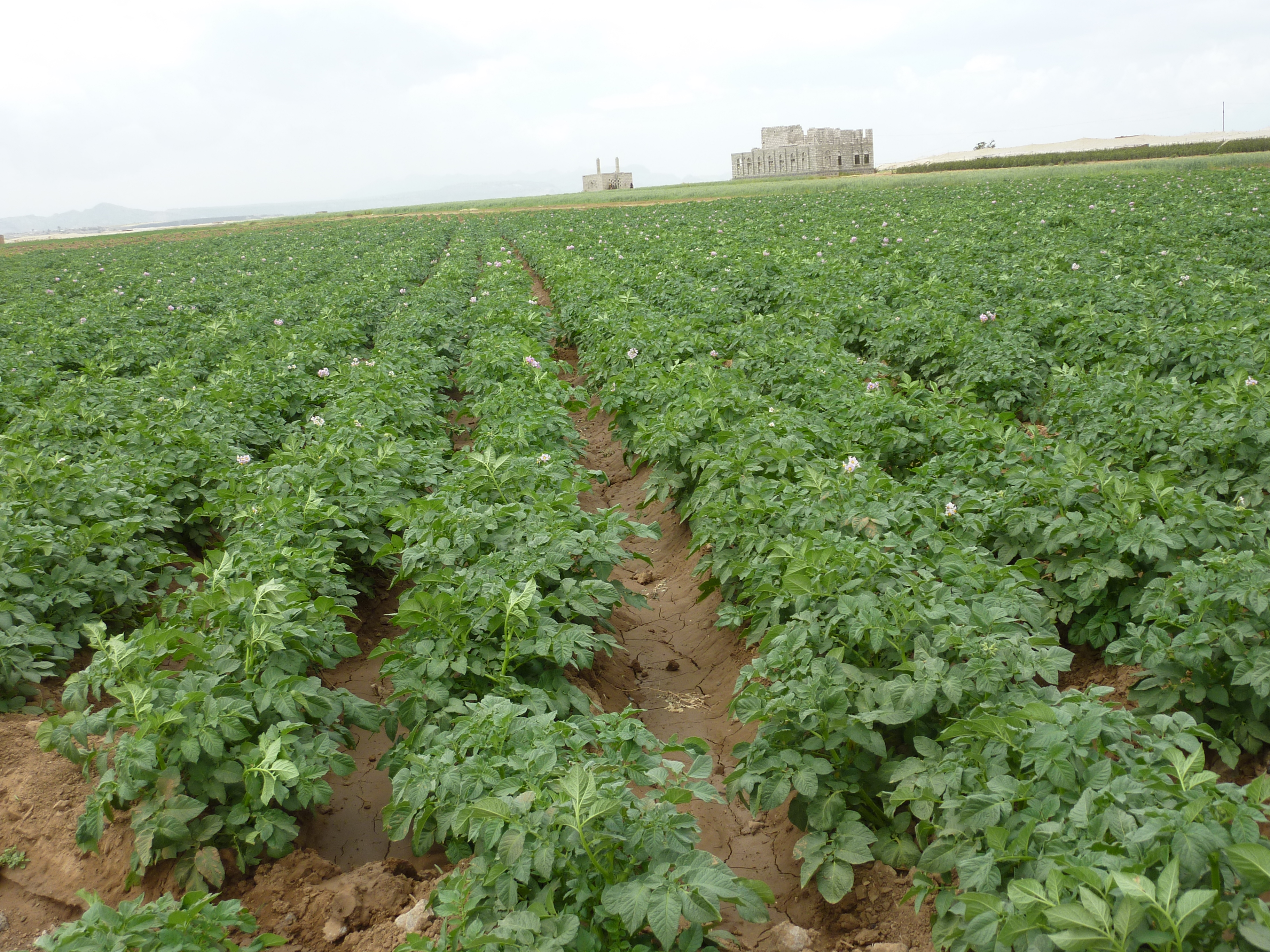
حقل بطاطس في محافظة ذمار- اليمن

وتشتهر محافظة ذمار بزراعة البن في المناطق الغربية منها، مثل آنس ومغرب عنس عتمة لتوفر المناخ المناسب لزراعته في مثل هذه المناطق وبكميات تجارية، وهو بن يتميز بالجودة العالية خاصة البن المعروف باسم (البن الفضلي) الذي يعد من أجو أنواع البن اليمني.
ومن الأنشطة المهمة في المحافظة رعي الأغنام والماعز وكذا الإبل، واشتهرت المحافظة بتربية الخيول العربية الأصيلة .

## الحرف والصناعات التقليدية
وإلى جانب الزراعة يمارس السكان أعمالاً حرفية تقليدية منها صناعة وحياكة المنسوجات بمختلف أنواعها، كذا صناعة الأواني النحاسية والأواني الفخارية بأحجام تتناسب مع الغرض من استعمالها، مثل أواني الطبخ وحفظ المياه وغيرها، ولا تزال صناعة الحلي والمجوهرات الفضية التقليدية تمارس في عدد من المناطق إلى جانب صناعة الخناجر (الجنابي، والنِّصَال). ومن الأعمال المهمة في المحافظة أيضاً، استخراج الأحجار المستعملة في البناء، إذ تنتشر في عموم مناطق المحافظة مقالع الأحجار ذات المواصفات العالية، ويتم تسويقها إلى العاصمة صنعاء وعدد من المحافظات اليمنية.

## الصناعات الاستخراجية
يمثل استخراج وصناعة العقيق وتشكيله أحد الأنشطة الحرفية المستمرة منذ آلاف السنين حتى اليوم، وأهم مناطق استخراج العقيق هما : منطقة ضوران آنس ومنطقة يعر عنس غرب مدينة ذمار، إذ يعد العقيق المستخرج منهما من أجود أنواع العقيق وأكثرها شهرة، وتلقى رواجاً كبيراً في الأسواق المحلية وأسواق الدول المجاورة.
وقد تم اكتشاف عدد من المعادن الصناعية المهمة مثل : الحجر الجيري، والجبس، والزيولايت، والبيوميس، والملح الصخري والفلدسبار، والكوارتز، والاسكوريا، والاطيان الصناعية، والرمال السيليكاتية والتي توجد بكميات ونوعيات جيدة.

## الأسواق الشعبية
تنتشر الأسواق الشعبية الأسبوعية على طول المحافظة وعرضها، وفي العادة يكون السوق في المراكز المزدحمة بالسكان ليستفيد أكبر قدر من السكان سواء في المراكز أو المناطق المجاورة، وتنتقل الأسواق من مكان إلى آخر على مدار الأسبوع متخذة من أسماء أيام الأسبوع أسماء لها، مثل سوق السبت - سوق الأحد... إلخ، وفي هذه الأسواق يتم بيع المنتجات الزراعية والحيوانية إلى جانب مختلف المنتجات الحرفية التي ينتجها أبناء القرى المجاورة للأسواق. وفي مدينة ذمار يوجد سوق أسبوعي مثله مثل باقي الأسواق الشعبية الأخرى، ويسمى سوق الربوع، نسبة إلى اليوم الذي يكون فيه وهو الأربعاء، إلى جانبه هناك السوق الدائم لمدينة ذمار الذي يتميز بتخصص منتجاته منقسماً إلى أسواق منها : سوق الحب، سوق الجنابي، سوق القشر، سوق السلب، سوق اللقمة.

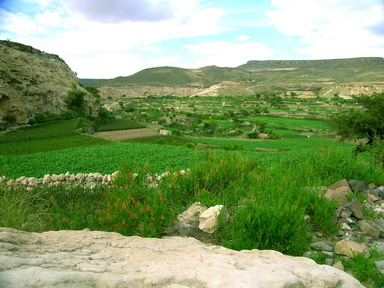
وادي سربة الشهير

## الموروث الشعبي
تمتلك محافظة ذمار موروثاً شعبياً ضخماً من العادات والتقاليد الأصيلة التي لا يزال الناس يمارسونها في المناسبات الاجتماعية العامة، مثل الأعياد الدينية، والمناسبات الخاصة، مثل حفلات الزواج، والعودة من الحج، وغالباً ما تشهد هذه المناسبات مساجلات بالشعر الشعبي بين شعراء القبائل والقرى المختلفة، ولكل مناسبة نوع معين من الشعر كالزامل المخصص للأعراس وغيرها، وهناك البالة الشبيهة بالدان، وتتم في السمرات الليلية، وهناك المَهيْد الذي يرافق الأعمال الزراعية، ثم القصيد الذي يسجل للأحداث والوقائع الوطنية أو المحلية. وترافق الاحتفالات رقصات شعبية تختلف من منطقة إلى أخرى. ويوجد في المحافظة عدد من الرقصات الشعبية المتوارثة عبر الأجيال، وعلى الرغم من أن الرقصات تكاد تكون واحدة في معظم المديريات إلا أن هناك تبايناً فيما بينها يتجلى عند مقارنة رقصات شرق المحافظة برقصات غربها. والرقصات التي يؤديها الناس لها أسماء تعرف بها مثل : رقصة العنسية، ورقصة الشنية، ورقصة البرع الطويل، ورقصة البرع الأوسط، ورقصة البرع الثالث، ورقصة برع الهوشلية، ورقصة الدخيلة، ورقصة الدعسة، كل هذه الرقصات تؤدى في معظم المديريات، وتتميز مديرية الحداء برقصة البرع إلى جانب رقصة الموج والثعيلية. ولا يزال أبناء المحافظة محافظين على العادات والتقاليد الأصيلة، ويحرص الناس على أن تقام الفعاليات وهم يرتدون الأزياء الشعبية، وتبرز في الأعراس خصائص ومميزات، لكل من مديريات المحافظة من جانب تنوع الأزياء والرقصات والأهازيج المعبرة عن المناسبة المعينة. وتشترك المناطق المتجاورة في مسميات الرقصات وطريقة أدائها، وتظهر بعض الفروق في الرقصات الشعبية كلما اتجهنا غرباً لنجدها مختلفة تماماً في أطراف وصاب السافل القريبة من سهل تهامة.

## الآثار القديمة والإسلامية

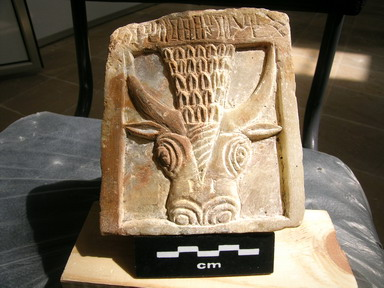
قطعة اثرية من متحف بينون

تمتلك محافظة ذمار مقومات سياحية متنوعة وعلى مستوى عالمي، وخاصة السياحة التاريخية والأثرية، فقد تم اكتشاف أكثر من (500) موقع أثري داخل محافظة ذمار ولا يزال الرقم يتصاعد كل يوم، وتغطي آثار محافظة ذمار كافة المراحل التاريخية، وتتنوع ما بين مدن حميرية كاملة، وسدود ومنشآت زراعية قائمة إلى الآن، إلى جانب عدد كبير من المساجد الأثرية، وهجر العلم، والحصون والقلاع العالية شيِّدت في العصر الإسلامي على أنقاض حصون وقلاع حميرية غالباً.
المتاحف :
أقيمت في محافظة ذمار حتى الآن ثلاثة متاحف للآثار هي :

### متحف ذمار الإقليمي
وهو المتحف الرئيسي في المحافظة، شيد في منطقة هران شمال مدينة ذمار سنة 2002م، ويحتوي على عدة صالات للعرض المتحفي، منها صالة للآثار القديمة مما عثر عليه في مناطق مختلفة من المحافظة، أو من خلال الحفريات الآثارية، وقاعة أخرى للآثار الإسلامية أهم محتوياتها منبر الجامع الكبير بذمار، والثالثة لعرض نماذج من الموروث الشعبي في المحافظة.

### متحف بينون (ذمار)

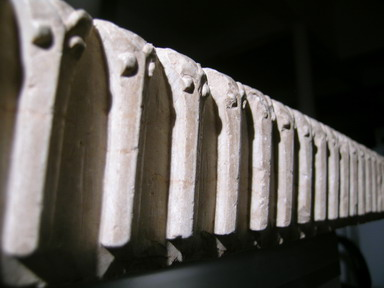
صورة للاثار ببينون

في عزلة ثوبان مديرية الحداء أنشئ سنة 1990م، وتمت توسعته في 2003م، المبنى الرئيسي للمتحف يضم بداخله مجموعة كبيرة من القطع الأثرية، مصدرها مدينة بينون ومناطق أخرى في مديرية الحداء، أما المبنى الآخر فقد خصص لعرض نماذج من الموروث الشعبي لمديرية الحداء مثل الأزياء والحلي والصناعات الحرفية وأدوات العمل الزراعي وغير ذلك.

### متحف الآثار التعليمي بجامعة ذمار
افتتح في 2006م، وموقعه جوار قاعة المؤتمرات داخل حرم جامعة ذمار، والغرض من إنشائه أن يكون متحفاً تعليمياً لطلاب قسم الآثار، يحتوي المتحف على عدد من القطع الأثرية المهمة تتنوع ما بين رؤوس سهام وتماثيل، ونقوش كتابية بخط المسند، وخط الزبور، وأواني، فخارية بالإضافة إلى مجموعة كبيرة من العملات الفضية والنحاسية تعود إلى العصر السبئي والعصر الحميري وكذا العصر الإسلامي، تم اقتناؤها من عدة محافظات.

حصن مارية

## الحمامات المعدنية
ومن مميزات محافظة ذمار السياحية وجود عدد من الحمامات المعدنية الطبيعية الساخنة التي تستعمل لأغراض علاجية، إذ يوجد نوعان من الحمامات المعدنية، الأول: هو حمامات جبل اللسي شرق مدينة ذمار بجوار خربة أفيق ، وحماماته عبارة عن كهوف تنبعث منها أبخرة كبريتية حارة، تستعمل في علاج الأمراض الجلدية والروماتيزم، ومثله حمام جبل اسبيل المجاور، والنوع الثاني يتمثل في عدد من حمامات المياه المعدنية منها حمام علي شمال غرب مدينة ذمار ويتميز عن النوع الأول بوجود مياه كبريتية ساخنة تخرج من باطن الأرض، وإلى جانب حمام علي هناك عدد من الحمامات الكبريتية الساخنة المماثلة موزعة في مديريات المحافظة يقصدها الناس لعلاج بعض الأمراض المستعصية وخاصة الأمراض الجلدية والروماتيزم وهناك من يشرب الماء لعلاج من عدد من الأمراض الباطنية.

## السياحة البيئية
يوجد في محافظة ذمار مناطق كثيرة مناسبة للسياحة البيئية، أبرزها محمية عتمة الطبيعية التي تمتاز بطبيعة خلاّبة وساحرة، فمن جبال مكسوة بالخضرة على مدار العام إلى وديان تتزاحم فيها الأشجار، وقد زاد من جمال طبيعة عتمة ما أبدعه الإنسان من مدرجات زراعية تحتضنها الجبال، ويوجد في المحمية أنواع مختلفة من الطيور والنباتات النادرة، وفي مديريتي وصاب العالي والسافل : توجد جبال وأودية غاية في الجمال وزاد من جمالها الطراز المعماري للمباني والمساكن المنتشرة على السفوح والقمم العالية، وفي مديرية جهران يوجد وادي سربة الجميل بمنعه الدائم الجريان، وقاع جهران الواسع بقراه المتناثرة، ولا تخلو أيَّا من مديريات محافظة ذمار من عناصر السياحة البيئية حيث نجد في بني عيسى مديرية الحداء الأودية العميقة التي تحيط بها سلاسل جبلية متصلة، وفي مديرية عنس مشرقها ومغربها هناك الجبال الشوامخ والقيعان الواسعة والقرى المحصنة، ومن العناصر البيئية نجد الطيور والفراشات والحيوانات البرية منتشرة في كافة مناطق المحافظة، وفي محافظة ذمار لا يزال الناس محافظين على بيئتهم الطبيعية من خلال عدم تخليهم عن الأساليب القديمة في إدارة المحيط الحيوي لبيئتهم.

## تسلق الجبال والطيران الشراعي
ومن المجالات السياحية الواعدة في محافظة ذمار، رياضة تسلق الجبال العالية، إذ يوجد عشرات الأماكن الجبلية المناسبة لممارسة رياضة التسلق، لا تقل مواصفاتها الفنية عن غيرها من مواصفات المواقع العالمية، ومن هذه الجبال جبل مثوه في مديرية عنس، وجبل الدامغ في مديرية ضوران وبعض جبال عتمة ووصابين وغيرها، وإلى جانب تسلق الجبال يوجد عدد من المواقع المناسبة لممارسة رياضة الطيران الشراعي، إذ تتوفر المرتفعات الشاهقة التي يحيط بها قيعان واسعة تصلح للقفز ومن ثم الهبوط بأمان.
نبذة عن وصاب السافل
الموقع الجغرافي:
تقع مديرية وصاب السافل في الجزء الغربي من محافظة ذمار.
حدود المديرية
من الشمال: محافظة ريمة.
من الجنوب: مديرية حزم العدين من محافظة إب ومديرية جبل رأس من محافظة الحديدة.
من الشرق: مديرية وصاب العالي من محافظة ذمار ومديرية القفر من محافظة إب.
من الغرب: مديرية زبيد وجزء من مديرية جبل رأس من محافظة الحديدة.
المساحة:
تبلغ مساحة المديرية حوالي (83206) كيلو متر مربع.
السكان:
يبلغ عدد سكان المديرية على حسب نتائج تعداد 2004م 148762 نسمة
الظروف الطبيعية في المديرية:
تبلغ المديرية في الغالب من الجبال التي تتخللها الوديان، ويتراوح ارتفاع سطحها ما بين 380 إلى 1600 متر عن مستوى سطع البحر حيث ينخفض الإرتفاع في العزل الغربية السهلية مثل بني سواد وجربان والداشر ويزداد كلما اتجهنا شرقاً ليصل إلى أقصاه في قمة جبل جبانة الذي يقع في عزلة بني علي ومن المرتفعات الشهير غيضاً في المديرية جبل نهيد في عزلة بني صالح، جبل بني مسعود والمصباح. وتتخلل هذه الجبال العديد من الوديان الرئيسية والفرعية ويلاحظ امتداد وادي أدمة ووادي محنبة اللذان يمران بعزلتي بني معانس وبني صالح حتي يلتقيان بوادي العين كذلك وادي رماح والذي يفصل مديرية وصاب السافل عن مديرية الجعفرية شمالاً وهو من الوديان المائية الهامة وإذا ما إتجهنا نحو الجنوب وجدنا وادي النخوش الذي يمر بعزلة الأجراف ومن الأودية المائية أيضاً وادي الأخضري ووادي سيخمل وفي المديرية الكثير من الأودية الصغيرة التي تلتقي بالأودية الرئيسية.
الخدمات العامة في المحافظة:
مياه الشرب:
يحصل سكان (27) علي مياة الشرب النقية. ويعتمد سكان (1089) على الغيول والآبار العادية أما بقية التجمعات السكنية والبالغ عددها حوالي(469) يعتمدون على البرك والسوائل والحواجز المائية.
الكهرباء:
يحصل سكان (19) تجمعا سكنيا على تيار الكهرباء بواسطة الشبكة العامة ونجد إن هناك حوالي (158) يحصل على الكهرباء من المولدات الخاصة المتوفرة في تلك المديرية مع ذلك فإن معظم التجمعات البالغ عددها (1408) لا يزال سكانها يعتمدون على وسائل الإضاءة التقليدية أهمها مصابيح الجاز وبعض مصابيح الغاز.
التعليم: نجد إن المنشآت التعلمية للتعليم الأساسي في مديرية وصاب السافل بلغ (104) والمدارس المشتركة أساسي مع ثانوي بلغ(29) وأخرى بلغ(20) منشأة تعليمية .

## التعليم
جامعة ذمار : أكبر المؤسسات التعليمية في المحافظة، أنشئت عام 1996م، مقرها الرئيسي في مدينة ذمار عاصمة المحافظة، ولها فرعان في محافظة البيضاء الأول في مدينة البيضاء والثاني في مدينة رداع.

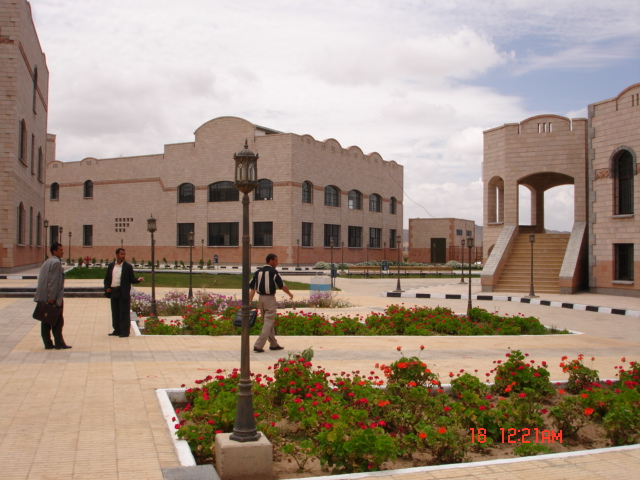
جامعة ذمار

تتكون الجامعة من ثلاث عشرة كلية علمية إلى جانب عدد من المعاهد النوعية المتخصصة. ومنذ نشؤها تعمل الجامعة على رفع المستوى العلمي والثقافي والفكري في محافظة ذمار والمحافظات المجاورة.
ويوجد في ذمار العديد من مراكز البحث العلمي وكليات المجتمع والمعاهد الفنية والتقنية والصناعية والطبية ومعاهد اللغات والكمبيوتر الحكومية والاهلية
إضافة إلى المدارس الثانوية والأساسية.

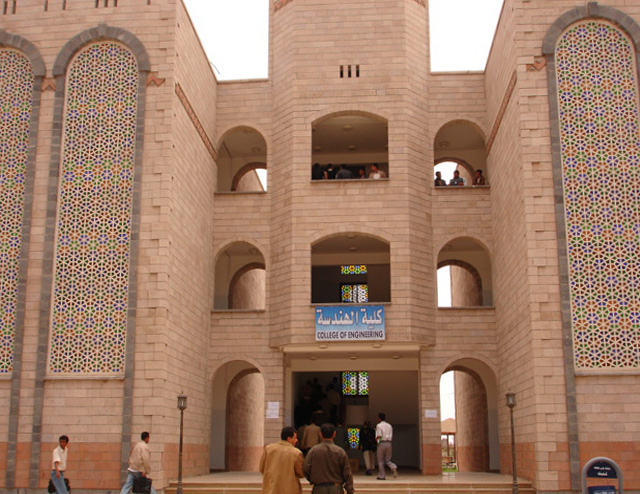
جامعة ذمار

## الخدمات والمرافق العامة
الحدائق العامة : يوجد في مدينة ذمار حديقة جميلة على سفح جبل هران، زودت بمسبح حديث وكافتيريا كبيرة وحمامات عامة بالإضافة إلى بعض الألعاب الخاصة بالأطفال، وتتميز الحديقة بوجود متحف ذمار الإقليمي بداخلها وموقع هران الأثري. ويوجد حديقة أخرى في الجهة الجنوبية من المدينة في طور الإنشاء.
المستشفيات والمراكز الصحية : يوجد مستشفى حكومي رئيسي في مدينة ذمار، ومستشفى تعليمي يتبع جامعة ذمار يقع في مدينة معبر، كما تنتشر المرافق الصحية في المديريات وعدد كبير من القرى، إلى جانب ذلك هناك عدد من المستشفيات التابعة للقطاع الخاص في مركز المحافظة ومراكز المديريات.
الهاتف والبريد : تمتلك محافظة ذمار شبكة اتصالات متطورة تغطي كافة مناطق المحافظة، إلى جانب وجود أربع شبكات للهاتف المحمول، وفي مجال البريد هناك مركز رئيسي للبريد في عاصمة المحافظة، منه يتم الإشراف على عدد من المراكز البريدية المنتشرة في المديريات.
الطرق : تحتل محافظة ذمار مركزاً وسطاً بين المحافظات اليمنية، الأمر الذي جعلها ترتبط بالشبكة العامة للطرق الأسفلتية التي تربط محافظات الجمهورية ببعضها، إلى جانب ذلك يجري حالياً رصف وسفلتة عدد من الطرق التي تربط عاصمة المحافظة بمراكز المديريات، وقد تم الانتهاء في عدد من تلك الطرق، ويتوقع الانتهاء من البقية خلال فترة وجيزة قادمة.
البنوك والخدمات المصرفية : يوجد في عاصمة المحافظة والمدن الرئيسية فروع للبنوك الرئيسية، كما تغطي محلات الصرافة جميع المدن وأغلب مراكز المديريات.
الفنادق : ازدهرت صناعة الفندقة في محافظة ذمار خلال السنوات الأخيرة، وصار هناك عدد من الفنادق الضخمة المجهزة بمستوى عال في مدينة ذمار والمدن الرئيسية، من فئة خمسة نجوم حتى نجمة واحدة.

## مواقع ذات صلة
مهرجان أسعد الكامل السياحي